# Morino
Morino è un comune italiano di 1 278 abitanti della provincia dell'Aquila in Abruzzo.

## Geografia fisica
(Alexandre Dumas)
Il comune di Morino è situato al centro della valle Roveto, in Abruzzo. Il capoluogo comunale, situato a 443 m s.l.m., si sviluppa alle pendici del versante orientale dei monti Ernici. Il nucleo originario di Morino Vecchio, distrutto dal terremoto della Marsica del 1915, si trova in posizione più elevata rispetto al centro urbano moderno, a circa 570 m s.l.m.
Brecciose, Grancia e Rendinara sono le frazioni presenti nel territorio comunale che include anche la riserva naturale guidata Zompo lo Schioppo.

## Origini del nome

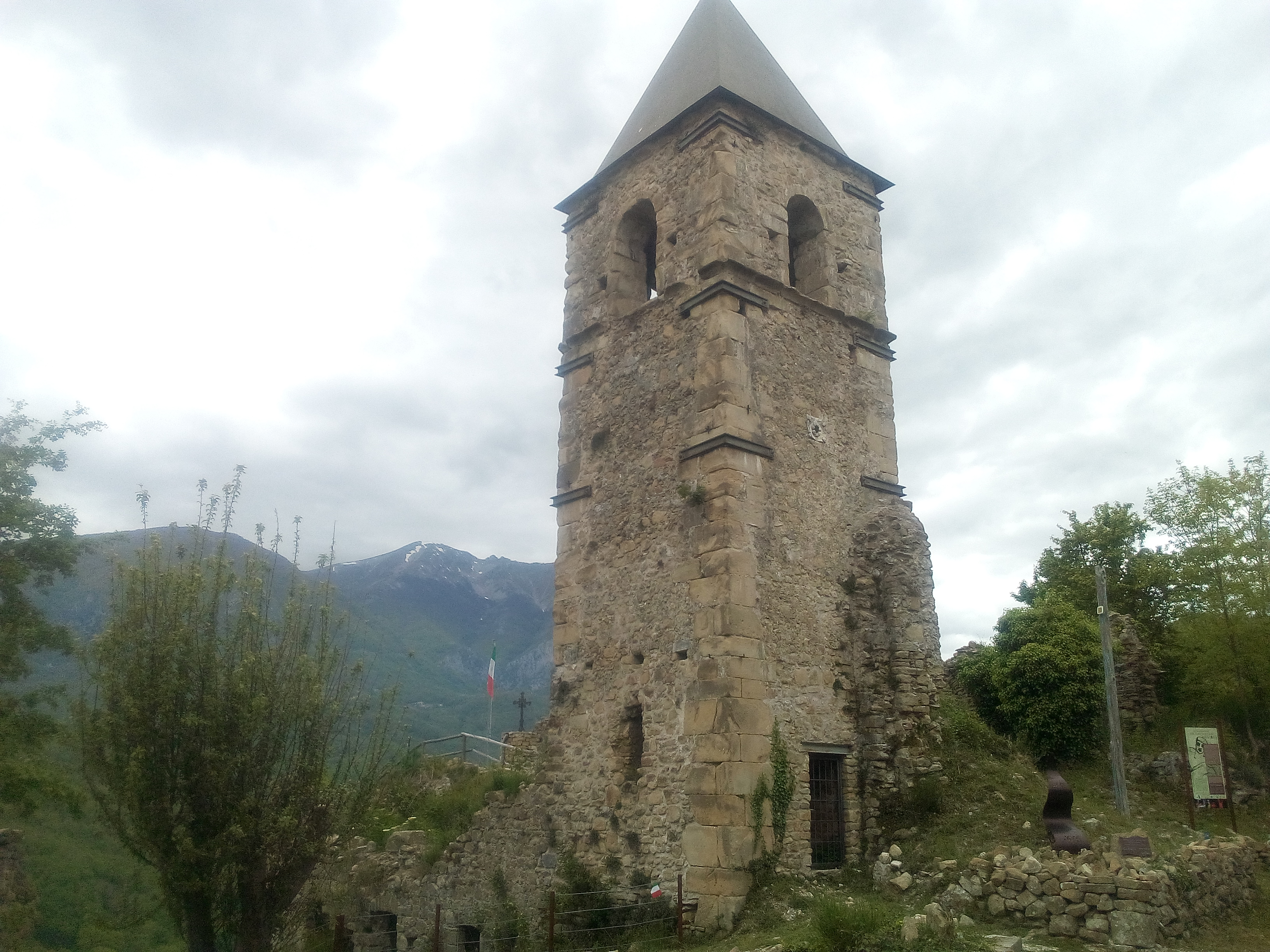
Campanile della chiesa di Santa Maria Bambina a Morino Vecchio

Il toponimo è legato con ogni probabilità al termine "morro", ovvero macigno o roccia, che indica un luogo pietroso.
In alcuni antichi documenti il paese è detto anche "Moreno", motivo per il quale si è associata la parola "morena" all'etimologia del nome contemporaneo del paese rovetano.

## Storia
Alcuni documenti ecclesiastici documentano che il territorio di Morino fu donato nel 1089 dal notabile Ratterio di Civitas Antena al monastero di Montecassino. La chiesa scomparsa di "San Pietro in Morini", le cui tracce sono situate in località Brecciose, fu donata allo stesso monastero nello stesso secolo da Rainaldo di Obberto da Antena, esponente dei conti dei Marsi. Tale chiesa viene citata più volte in altri documenti medievali risalenti al XII e XIII secolo.
Il borgo vecchio venne edificato tra l'XI e il XII secolo durante la fase dell'incastellamento sui resti di un ocre marso che in epoca romana risultò amministrato dal vicino municipio di Antinum.
Nel catalogo dei Baroni del 1173 "Morinum" risulta essere uno dei feudi di Ruggero, conte di Albe, mentre in attestazioni ecclesiastiche del Basso Medioevo appare la Villa di Morino tra i possedimenti della certosa di Trisulti, la località utilizzata come un granaio in seguito ha assunto il toponimo di Grancia.
Nel corso del XVI secolo venne inaugurata la chiesa sepolcrale di San Rocco e ampliata quella di Santa Maria Bambina. In seguito le famiglie notabili del paese, i Ferrante e i Facchini, favorirono lo sviluppo socioeconomico attraverso la realizzazione della ferriera borbonica e di altre attività produttive che a cominciare dalla seconda metà dell'Ottocento furono ampliate grazie alla graduale realizzazione della strada Avezzano-Sora e successivamente all'apertura della ferrovia Avezzano-Roccasecca.
In seguito all'abolizione del feudalesimo Morino fu dapprima inserito nel governo di Civitella Roveto e successivamente fu riunito, insieme ad altri centri limitrofi, al comune di Civita d'Antino. 
Dal 1831 venne costituita l'amministrazione comunale con l'aggregazione di Rendinara.
Il borgo di Morino Vecchio sorgeva su un colle in posizione elevata rispetto alla valle Roveto; il terremoto della Marsica del 1915 causò la morte di 113 persone devastando completamente il vecchio paese che fu abbandonato dai superstiti per essere ricostruito più a valle. Del vecchio borgo restano i ruderi delle tre porte di accesso, delle case, dei palazzi e delle due chiese.

## Monumenti e luoghi d'interesse

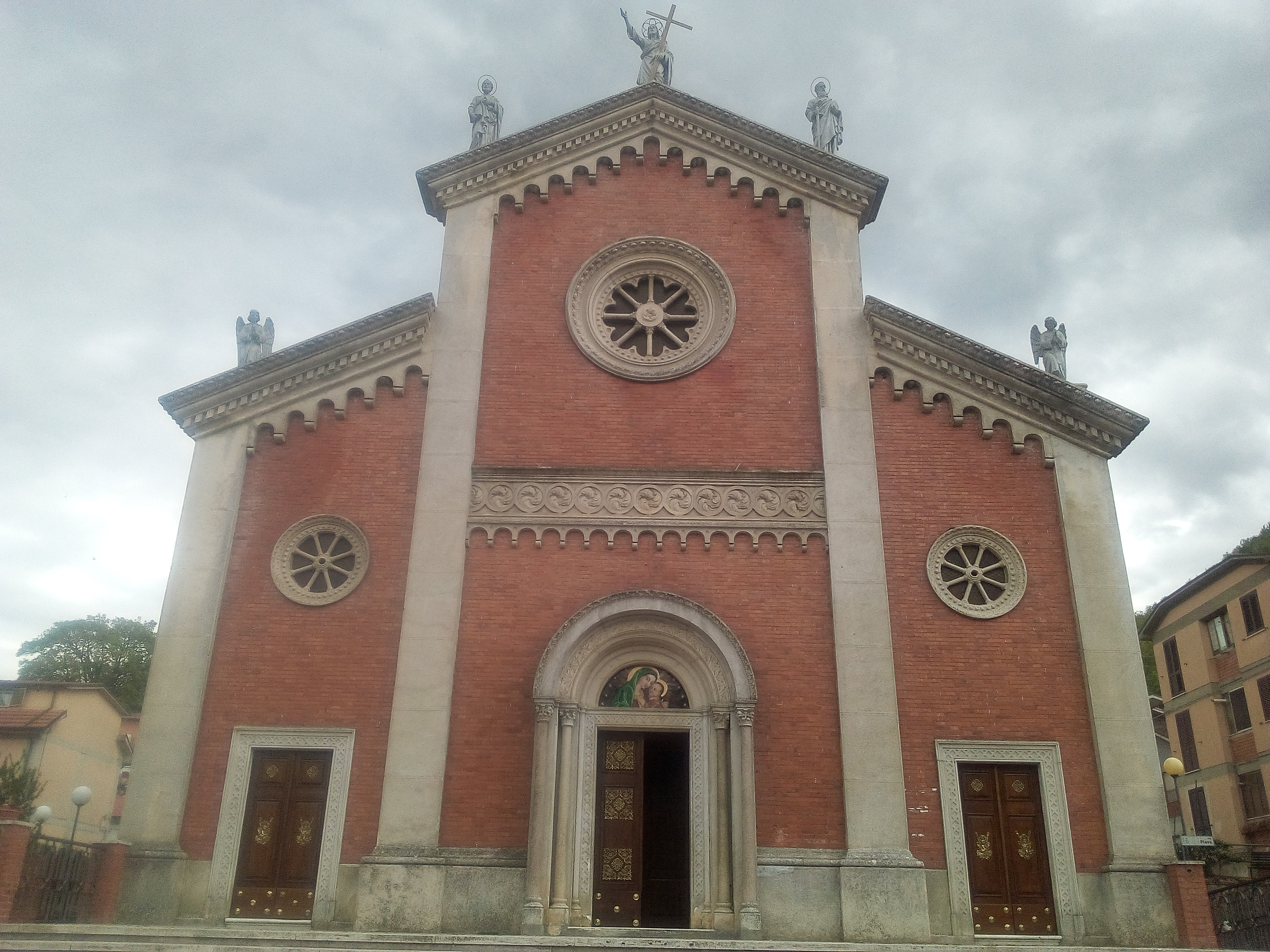
Chiesa di Santa Maria Nuova

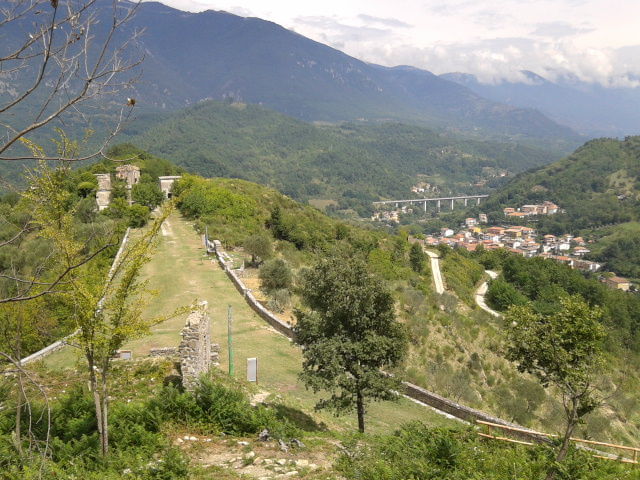
Viale di accesso a Morino Vecchio

### Architetture religiose

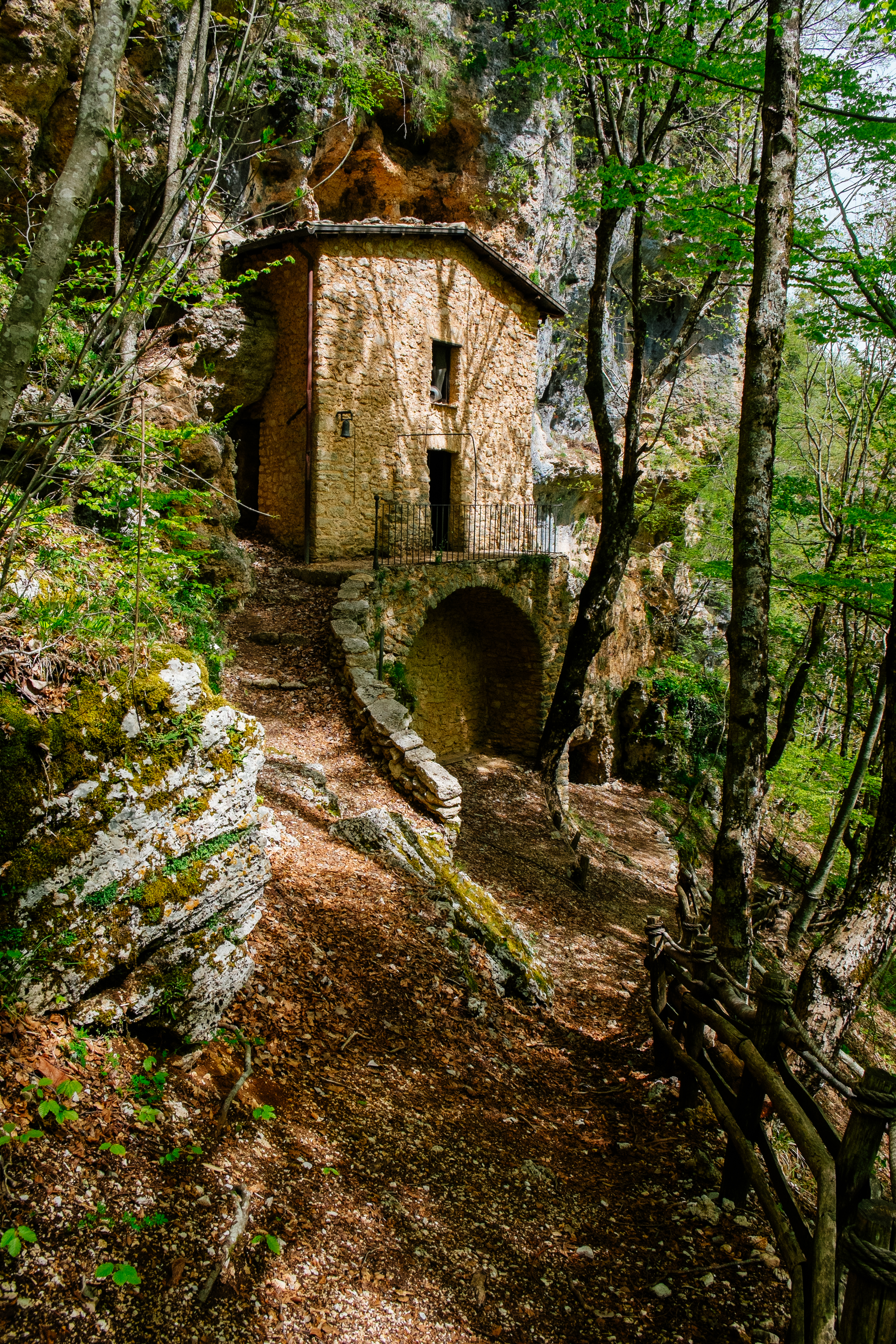
Eremo della Madonna del Caùto

Eremo di Santa Maria del CautoChiesetta e romitorio si trovano ad oltre 1100 m s.l.m. nei pressi della cascata di Zompo lo Schioppo da cui origina il torrente Romìto, affluente del fiume Liri. La chiesa rupestre appare citata in alcuni documenti ecclesiastici che ne attestano l'esistenza fin dal XII secolo.
Chiesa di Santa Maria BambinaChiesa in stile romanico distrutta dal terremoto della Marsica del 1915. Situata a Morino Vecchio, venne edificata probabilmente a cominciare dal X secolo. Fu rimaneggiata ed ampliata nel corso dei secoli, in particolare nel XVI secolo. Lunga 32 metri e larga circa 17 era dotata di un campanile cuspidato, danneggiato e successivamente messo in sicurezza, risalente tra il XIII e il XIV secolo e inglobato in una delle navate laterali. Il connesso convento gestito dalle Suore adoratrici del Sangue di Cristo ha ospitato dal 1841 la prima scuola femminile della valle Roveto.
- Ruderi della chiesa sepolcrale di San Rocco a Morino Vecchio. Edificata tra il XV e il XVI secolo venne utilizzata per le sepolture in quattro cripte realizzare sotto il pavimento[17].
- Chiesa di Santa Maria Nuova situata al centro del paese nuovo.

### Architetture civili
- Centrale idroelettrica del borgo nuovo, costruita dall'Enel negli anni Venti ai bordi del torrente Romito, subì gravi danni in seguito alla seconda guerra mondiale. Riadattata dopo il conflitto mondiale, nel 2017 è stata intitolata a Marco Di Fabio[18].

### Aree naturali

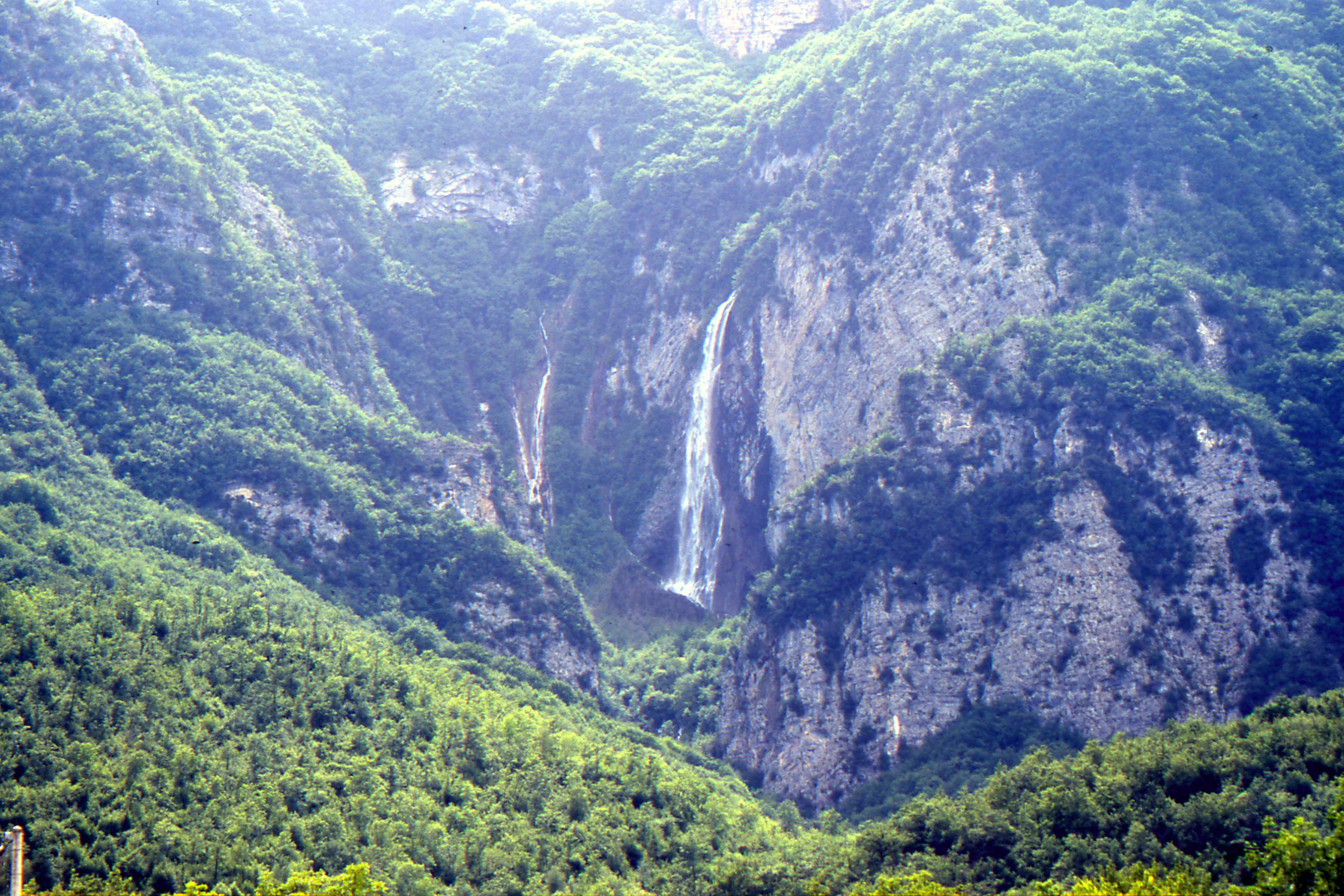
Cascata di Zompo lo Schioppo

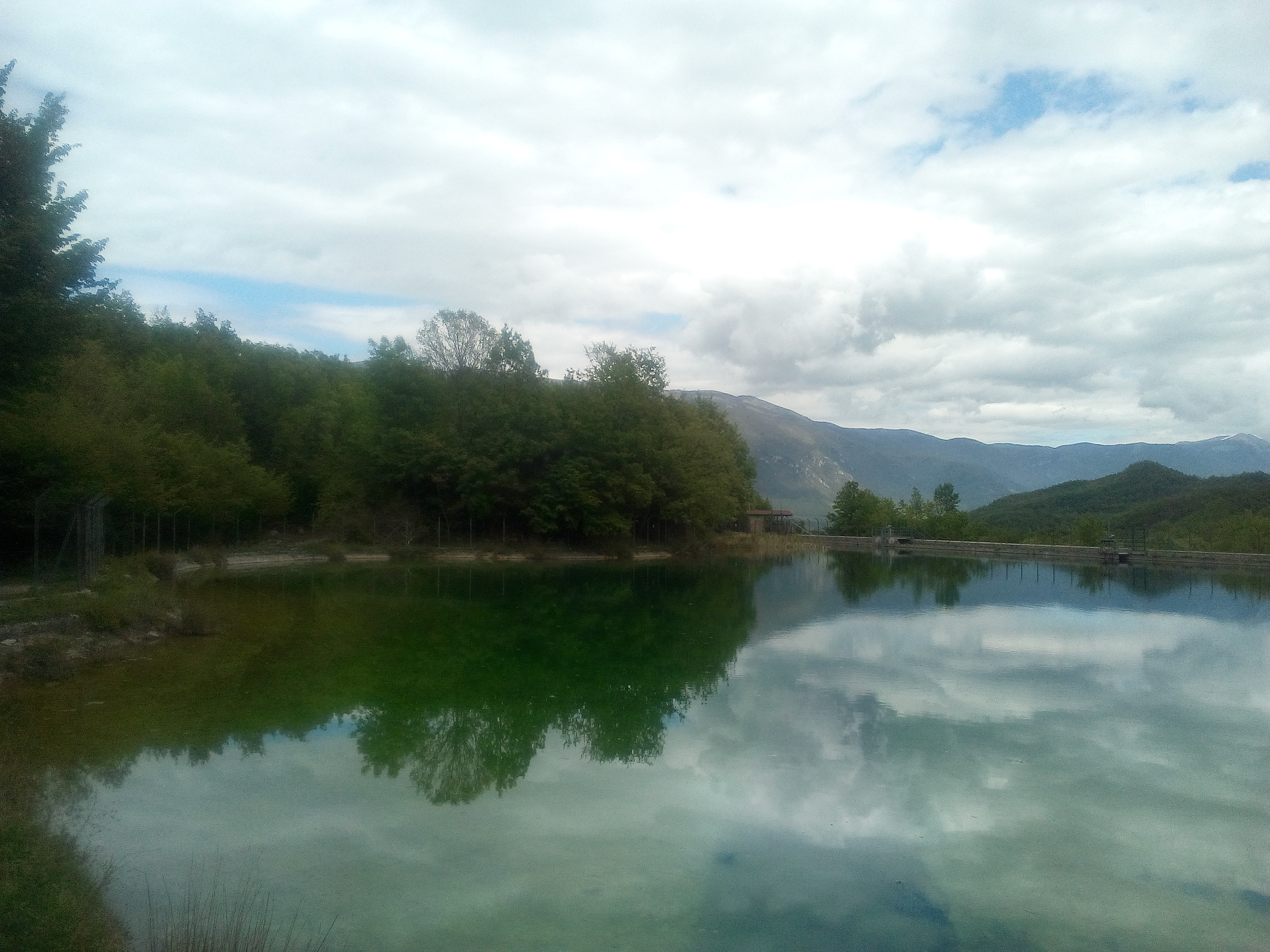
Laghetto artificiale di Morino

Riserva naturale guidata Zompo lo SchioppoArea protetta ricadente nel comune abruzzese di Morino, istituita con la Legge Regionale n°24 del 29 maggio 1987. Il comune di Morino con il contributo di Legambiente gestisce la riserva fin dalla sua istituzione. La riserva prende il nome dalla cascata naturale (in italiano "salto dello sparo"), una tra le più alte dell'appennino. L'acqua sgorga da una ripida parete calcarea per un salto di oltre 80 metri. La sede dell'ente gestore si trova nella frazione di Grancia.
Laghetto di MorinoPiccola area lacustre artificiale situata nella zona di rispetto della riserva naturale di Zompo Lo Schioppo, tra le località di La Fossa, Brecciose e Grancia. Viene utilizzata come incubatoio ittico.
Buco del CaùtoStretta gola formatasi tra le rocce nei pressi dell'eremo della Madonna del Caùto. Mette in comunicazione l'area del romitorio con il valico della Salvastrella e il rifugio La Liscia situato a 1474 m s.l.m.
- Monte del Passeggio
- Torrente Romito, detto anche torrente Lo Schioppo.

### Morino Vecchio
Antico borgo della valle Roveto distrutto dal terremoto del 1915 e abbandonato dai pochi superstiti del sisma. Il paese devastato è stato posto in sicurezza e dotato di illuminazione in occasione del centenario del sisma nel 2015. Tra i ruderi sono visibili il campanile e l'abside dell'antica chiesa di Santa Maria Bambina, i resti della chiesa di San Rocco con l'ossario della cappella sotterranea, del convento-scuola delle suore e di palazzo Ferrante. Le cisterne del palazzo Facchini sono tra i pochi elementi che si sono conservati integralmente. Furono realizzate in cemento armato nel 1909 dal costruttore bolognese Cesare Palazzi, la cui abitazione di Avezzano fu l'unica a restare in piedi intatta dopo il sisma. Il viale orientale conduce ai resti della porta Cerrito, principale porta d'accesso al borgo.

## Società

### Evoluzione demografica
Abitanti censiti

### Tradizioni e folclore
- primavera: festa della carbonaia a Grancia[26].
- estate: iniziative culturali finalizzate a rivitalizzare il borgo disabitato di Morino Vecchio[27].
- estate: festa della pastorizia a Rendinara[26].
- ottobre: sagra della castagna Roscetta[28].

## Cultura
Ecomuseo della riserva naturale Zompo lo SchioppoL'ecomuseo della riserva naturale, inaugurato nel 2000, è stato allestito in un edificio situato nella frazione di Grancia restaurato negli anni Novanta. Il museo del territorio presenta le illustrazioni della flora e della fauna; l'ecomuseo è dotato di un centro visita.

## Economia

### Turismo
Morino fa parte dell'associazione nazionale Borghi autentici d'Italia.

## Infrastrutture e trasporti

### Strade

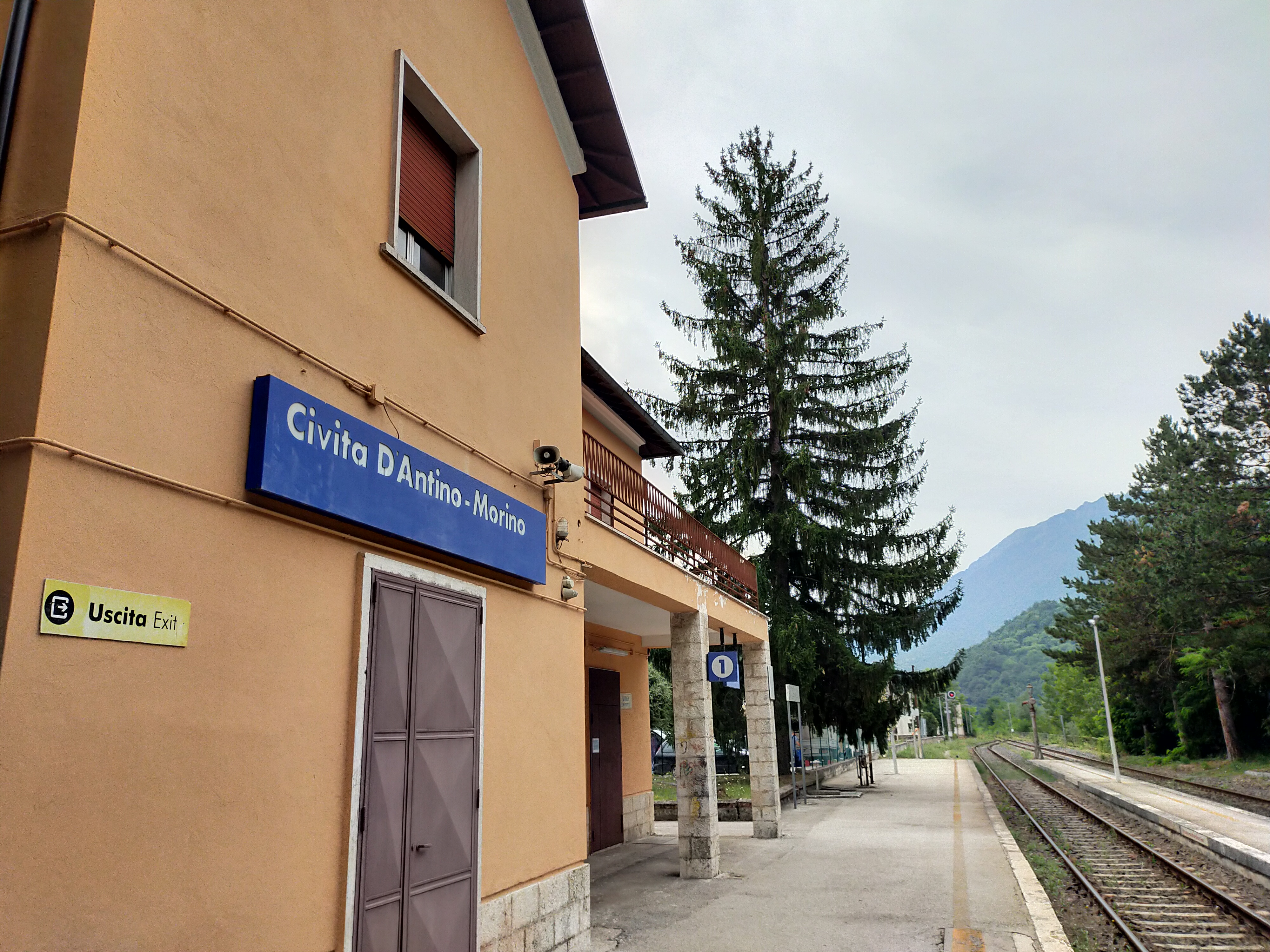
Fabbricato viaggiatori della stazione ferroviaria

La strada statale 690 Avezzano-Sora collega Morino con Avezzano a nord e con Sora a sud. Nel suo territorio è presente lo svincolo di Civita d'Antino-Morino.
La strada statale 82 della Valle del Liri collega Avezzano ad Itri (LT) attraversando il territorio di Morino e il fondo valle rovetano.

### Ferrovie
La ferrovia Avezzano-Roccasecca serve il paese di Morino con la stazione di Civita d'Antino-Morino, situata in località Civita stazione. La frazione di Rendinara è servita dalla stazione di Morrea-Castronovo-Rendinara.

## Amministrazione

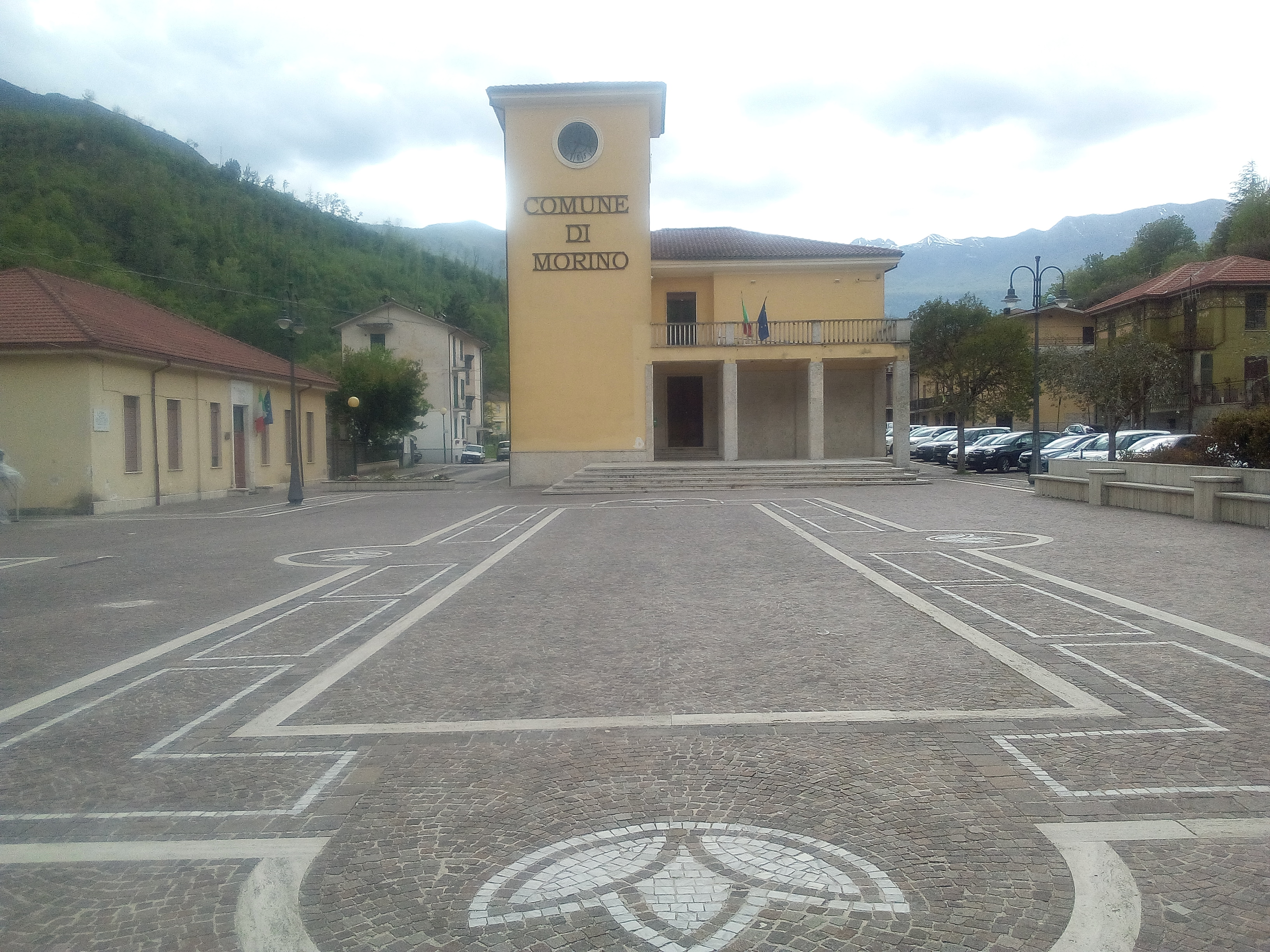
Comune di Morino

Sul sito del Ministero dell'interno sono disponibili i dati di tutte le elezioni amministrative di Morino dal 1985 ad oggi.
| Periodo        | Periodo          | Primo cittadino  | Partito                         | Carica  | Note   |
| -------------- | ---------------- | ---------------- | ------------------------------- | ------- | ------ |
| 23 aprile 1995 | 12 giugno 1999   | Giovanni D'Amico | Lista civica                    | Sindaco |        |
| 13 giugno 1999 | 12 giugno 2004   | Giovanni D'Amico | Lista civica                    | Sindaco |        |
| 13 giugno 2004 | 28 marzo 2010    | Antonio Mattei   | Lista civica                    | Sindaco |        |
| 29 marzo 2010  | 17 febbraio 2012 | Giovanni D'Amico | Lista civica di centro-sinistra | Sindaco | [ 32 ] |
| 7 maggio 2012  | 10 giugno 2017   | Roberto D'Amico  | Lista civica Presente e futuro  | Sindaco |        |
| 11 giugno 2017 | 12 giugno 2022   | Roberto D'Amico  | Lista civica Presente e futuro  | Sindaco |        |
| 13 giugno 2022 | in carica        | Roberto D'Amico  | Lista civica Presente e futuro  | Sindaco |        |

### Gemellaggi
Morino è gemellata con il XV municipio di Roma dove vivono molti cittadini originari del comune rovetano.